# Andrés Gazzotti
Andrés Gazzotti (1896-1984) fue un jugador argentino de polo. Integró la Selección nacional que ganó la medalla de oro en los Juegos Olímpicos de Berlín 1936.
En esos juegos participó en todos los partidos disputados por su selección, incluida la final contra Inglaterra. Este equipo estaba integrado además por Luis Duggan, Roberto Cavanagh y Manuel Andrada.
Falleció en Pehuajó (Buenos Aires), en 1984.